# Plaza de San Martín (Segovia)
La plaza de San Martín es un espacio público de la ciudad española de Segovia.

## Descripción
La plaza se encuentra entre las calles de José Canalejas y de Juan Bravo. Debe su título a la iglesia del mismo nombre, encajonada en el espacio que forman esta plaza, la de Medina del Campo y aquellas dos calles. También se encuentra allí el torreón de Lozoya. El espacio aparece descrito en Las calles de Segovia (1918) de Mariano Sáez y Romero con las siguientes palabras:

San Martín (Plazuela de).—Se halla entre las calles de Juan Bravo y José Canalejas. Está en dos nivelaciones o alturas distintas que se salvan por una ancha y suntuosa escalinata de piedra, de varios cuerpos que, al salir a la calle de Juan Bravo, forma una graciosa plataforma, adornada con una fuente monumental y dos figuras decorativas mal llamadas sirenas, y por Las Sirenas es conocido el sitio, pero no son tales sirenas, pues el cuerpo no es de pescado. Son dos esfinges o sean dos figuras de monstruo con cabeza y pechos de mujer y cuerpo de león, pues aunque no tienen alas, también hay esfinges que no las tienen, como sucede a muchas de ellas que existen en Egipto. La hermosa iglesia de San Martín se admira entre esta plazuela, calles de Bravo y Canalejas y bajada entre estas dos calles y la Cárcel, donde tiene su puerta principal. [...] A la plazuela que reseñamos dan los tres ábsides de la iglesia, visibles sólo dos y una estatua del Santo Patrono dentro de una hornacina. En este sitio está la antigua casa del marqués de Lozoya, en una rinconada que hace el pretil de la escalinata. Tiene un hermoso patio estilo renacimiento con columnas y amplias galerías, y lo más saliente de esta señorial mansión es el alto torreón, pero con un feo tejado que le cubre; presenta un bonito ajimez, saeteras en cruz y matacanes. Perteneció antes la casa al conde de Humanes y a los Aguilares. En esta casa se conservaba el hermoso Cristo llamado de Lozoya, que actualmente se venera en la sala de retratos en la Catedral. En la parte alta de la plazuela se destaca muy ornamental una fachada de piedra con columnas en la portada y que es conocida por la antigua Casa de Correos, y en la plazoleta donde está la fuente, se ve también una antigua casa del siglo XVI, en la que vivió el notable médico y escritor ilustre Dr. Jerónimo de Alcalá.
(Sáez y Romero, 1918, pp. 166-168)